# 川内站 (江原道)
川內站（韓語：천내역）是朝鮮民主主義人民共和國江原道川内郡的一個鐵路車站，属于川內線。

## 邻近车站
川內線
龙潭站 - 川內站